# Cleora levata
Cleora levata là một loài bướm đêm trong họ Geometridae.